# Giselda Volodi
Giselda Volodi (Tánger, 28 de septiembre de 1959) es una actriz marroquí nacionalizada italiana.

## Biografía
Giselda nació en Tánger, Marruecos, hija del escritor italiano Carlo Mazzantini y de la artista irlandesa Anne Donnelly y hermana de la actriz Margaret Mazzantini y de la productora Moira Mazzantini. Realizó su debut en el cine en la película Hudson Hawk de Michael Lehmann y ha aparecido en importantes producciones internacionales como Ocean's Twelve de Steven Soderbergh, Miracle at St. Anna de Spike Lee y El Gran Hotel Budapest de Wes Anderson.

## Filmografía

### Cine y televisión
- 2020 - The Book of Vision[4][5]
- 2017 - Non uccidere
- 2017 - Mujer y marido
- 2016 - L'allieva
- 2016 - Rocco
- 2016 - La notte è piccola per noi
- 2016 - Zio Gaetano è morto
- 2016 - L'età d'oro
- 2016 - El joven mesías
- 2015 - El cuento de los cuentos
- 2015 - Banana
- 2014 - Francesco
- 2014 - Il giudice meschino
- 2014 - El Gran Hotel Budapest
- 2014 - Un boss in salotto
- 2013 - Altri tempi
- 2012 - El comandante y la cigüeña
- 2012 - È stato il figlio
- 2012 - Antea for Life
- 2011 - Il maestro
- 2011 - Bajo el vestido, nada
- 2010 - La trampa de la luz
- 2009 - Ce n'è per tutti
- 2009 - Viola di mare
- 2008 - Einstein
- 2008 - Miracle at St. Anna
- 2008 - Sonetàula
- 2007 - Viceré
- 2006 - Viaggio segreto
- 2005 - Mai + come prima
- 2005 - De Gasperi, l'uomo della speranza
- 2005 - Paso a dos
- 2004 - Ocean's Twelve
- 2004 - Las vidas de los santos
- 2004 - Las consecuencias del amor
- 2004 - Agata e la tempesta
- 2000 - Soñé con África
- 2000 - Pan y tulipanes
- 1999 - I fobici
- 1998 - Viol@
- 1998 - Something to Believe In
- 1997 - Linda e il brigadiere
- 1996 - Mi fai un favore
- 1994 - Mario und der Zauberer
- 1994 - Agosto
- 1992 - Verso sud
- 1991 - Huson Hawk